# Wszerzecz
Wszerzecz (ˈfʂɛʐɛt͡ʂ) är en by i landskapet Podlasien utanför centralorten Łomża i Polen. Huvudnäringen är jordbruk.